# Мироедово
Мироедово — деревня в Краснинском районе Смоленской области России. Входит в состав Маньковского сельского поселения. По состоянию на 2007 год постоянного населения не имеет.

## География
Расположена в западной части области в 6 км к северу от Красного. 

## Транспорт
В 1,5 км восточнее проходит автодорога Р135 (Смоленск — Красный — Гусино). В 9 км северо-западнее деревни расположена железнодорожная станция Гусино на линии Москва — Минск.

## История
В годы Великой Отечественной войны деревня была оккупирована гитлеровскими войсками в июле 1941 года, освобождена в сентябре 1943 года.